# 북대서양 조약

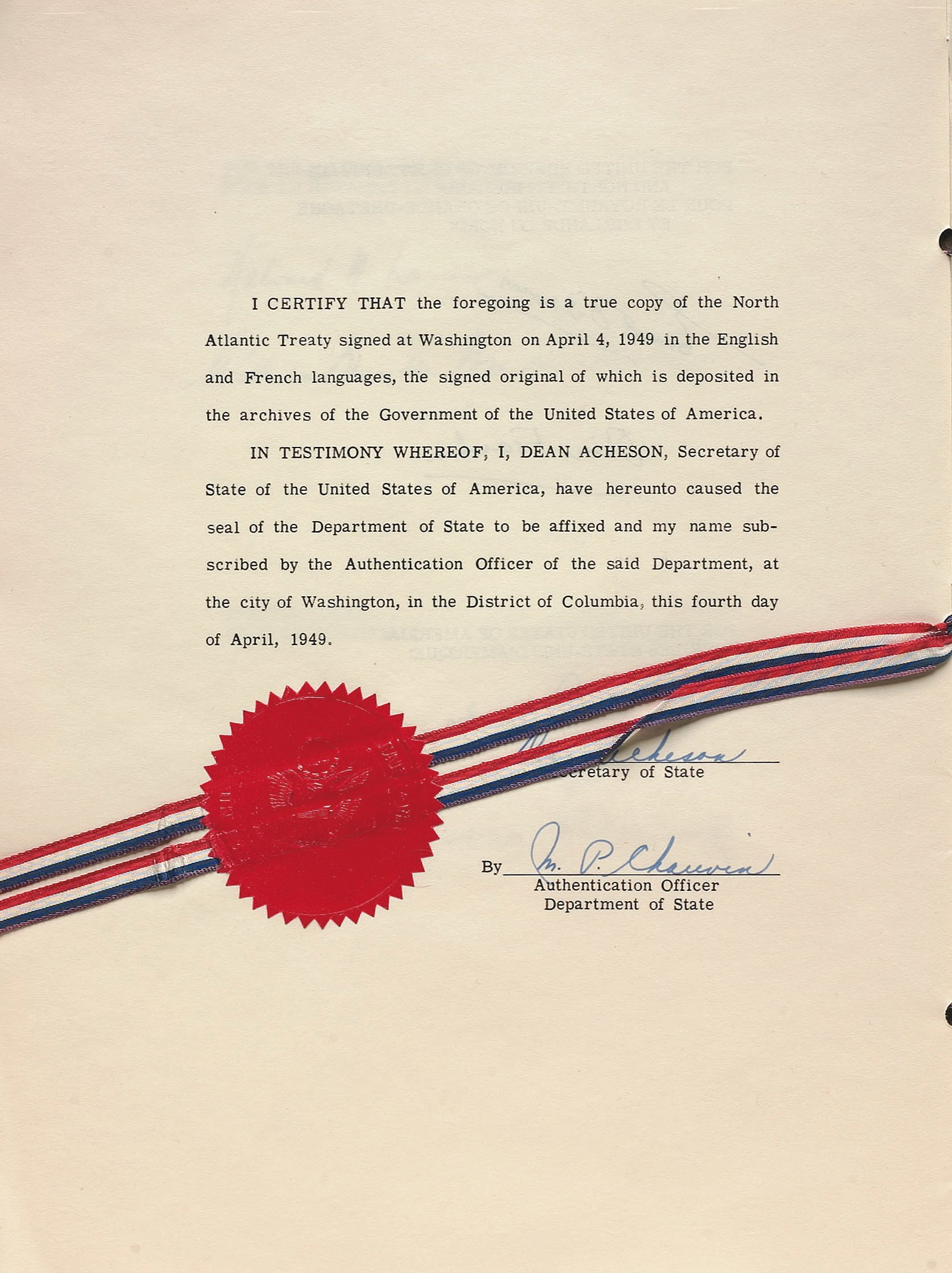
북대서양 조약 원본

북대서양조약(北大西洋條約, North Atlantic Treaty)은 1949년 4월 미국 워싱턴 D.C.에서 미국을 주축으로 영국·프랑스·벨기에·캐나다·덴마크·아이슬란드·이탈리아·룩셈부르크·네덜란드·노르웨이·포르투갈 등 12개국 사이에 체결된 집단안전보장 조약이다. 전문 14조로 구성된 이 조약은 당시 그리스 내전 사태로 촉발된 동서 냉전의 격화에 따라 소련의 위협에 대처하기 위해 유럽지역의 브뤼셀 조약과 미국-캐나다 집단 안전 보장 조약을 기초로 체결된 것이다. 물론 정치적·경제적 분야에서의 협력관계도 포함하고 있었으나 본질상 군사 동맹체로서, "체결국에 가해지는 무력행사를 체약국 전체에 대한 공격으로 간주, 개별적 혹은 집단적 자위권을 발동함과 동시에 상호 원조를 실시한다"는 제5조가 주요 조항이다.
1952년에 그리스·튀르키예가, 1955년 서독이, 1982년 5월 스페인이 각각 가입함으로써 체결국은 16개국으로 확대되었고, 조약 체결 당시 유효 기간을 20년으로 정하였으나 1969년 4월 자동적으로 연장되었다. 북대서양조약기구(NATO)의 설립 근거인 이 조약은 동서 냉전 체제하의 유럽에서 미국을 주축으로 한 서방측 국가들의 대표적·상징적 공동방위동맹체 조약으로서 유엔 헌장상의 지역적 협정의 효시적 모델이며, 이후 서방 세계의 지역적 집단 안전 보장 체제 구축의 정형화로써 인용되었다. 

## 전문
전문(前文)
이조약(條約)의 체약국(締約國)은 국제련합헌장(國際聯合憲章)의 목적(目的) 및 원칙(原則)에 대한 신념(信念)과 아울러 모든 국민(國民) 및 모든 정부(政府)와 함께 평화(平和)롭게 생활(生活)하고자 하는 염원(念願)을 재확인(再確認)하며,
체약국(締約國)은 민주주의(民主主義)의 제원칙(諸原則), 개인(個人)의 자유(自由)와 법(法)의 지배(支配)위에 구축된 그 국민(國民)의 자유(自由), 그리고 공동(共同)의 유산(遺産) 및 문명(文明)을 옹호할 것을 결의(決議)하였으며,
체약국(締約國)은 북대서양지역(北大西洋地域)에 있어서의 안정(安定) 및 복지(福祉)의 증진(增進)을 위해 노력(努力)하여,
체약국(締約國)은 집단적(集團的) 방위와 아울러 평화(平和) 및 안전(安全)의 유지(維持)를 위해 그의 노력(努力)을 결속할 것을 결의(決議)하였다.
따라서 이 북대서양조약(北大西洋條約)을 체결(締結)한다.
제1조 체약국(締約國)은 국제련합헌장(國際聯合憲章)이 정하는 바에 따라 각기(各其) 관련(關聯)을 갖게 될지도 모를 어떠한 국제분쟁(國際紛爭)일지라도 국제적(國際的) 평화(平和) 및 안전(安全)과 아울러 정의(正義)를 위태(危殆)롭게 하지 않도록 평화적(平和的)인 수단(手段)에 의해 해결할 것이며, 또한 무력(武力)에 의한 위협(威脅) 또는 무력(武力)의 행사(行使)는 국제련합(國際聯合)의 목적(目的)과 양립되지 않는 어떠한 방법(方法)에 의한 것이든 삼가할 것을 약속(約束)한다.
제2조 체약국(締約國)은 그의 자유(自由)로운 제제도(諸制度)를 강화하고 아울러 이들 제제도(諸制度)의 기초를 이루는 원칙(原則)에 대한 이해를 촉진(促進)함으로써, 그리고 안정(安定)과 복지(福祉)의 조건을 증진(增進)함으로써 평화적(平和的)이며 우호적(友好的)인 국제관계를 가일층 발전(發展)시키는데 공헌(貢獻)한다. 체약국(締約國)은 국제경제정책(國際經濟政策)에 있어서의 상치성(相馳性)을 배제하기 위해 노력(努力)할 것이며 또한 개별적(個別的)인 경제협력(經濟協力) 또는 모든 체약국(締約國)간의 경제협력(經濟協力)을 촉진(促進)한다.
제3조 체약국(締約國)은 이조약(條約)의 목적(目的)을 한층 더 유효(有效)하게 달성하기 위해, 단독(單獨) 또는 공동(共同)으로 계속적이며 효과(效果)적인 자조(自助)와 상호원조(相互援助)에 의하여 무력공격(武力攻擊)에 대항(對抗)하는 개별적(個別的) 및 집단적(集團的)인 능력(能力)을 유지(維持)하고 발전(發展)시킨다.
제4조 체약국(締約國)은 어느 한 체약국(締約國)이 다른 체약국(締約國)의 영토보전(領土保全), 정치적(政治的) 독립(獨立) 또는 안전(安全)이 위협(威脅)을 받고 있다고 인정할 때는 언제나 그에 관하여 협의(協議)한다.
제5조 체약국(締約國)은 구주(歐洲) 혹은 북미(北美)의 하나 또는 둘 이상의 체약국(締約國)에 대한 무력(武力) 공격(攻擊)을 전체약국(全締約國)에 대한 공격(攻擊)으로 간주(看做)하는데 동의(同意)한다. 따라서 체약국(締約國)은 그러한 무력공격(武力攻擊)이 있을 때는 각체약국(各締約國)이 국제련합헌장(國際聯合憲章) 제(第)51조(條)의 규정(規定)에 의해서 인정된 개별적(個別的) 또는 집단적(集團的) 자위권을 행사(行使)하여 개별적(個別的) 또는 타 체약국(締約國)과 공동(共同)으로 북대서양지역(北大西洋地域)의 안전(安全)을 회복하고 유지(維持)하기 위해 필요하다고 인정되는 행동(병력의 사용을 포함하는)을 즉시 취함으로써 공격(攻擊)을 받은 체약국(締約國)을 원조(援助)한다는데 동의(同意)한다.
전기(前記)한 무력공격(武力攻擊) 및 그 결과로서 취해진 모든 조치(措置)를 즉시 안전보장리사회(安全保障理事會)에 보고해야 한다. 그러한 조치(措置)는 안보리사회(安保理事會)가 국제평화 및 안전을 회복하고 유지하는데 필요한 조치(措置)를 취한 경우 중지(中止)되어야 한다.
제6조 제5조의 규정(規定)을 적용함에 있어 하나 또는 둘 이상의 체약국(締約國)에 대한 공격(攻擊)이라 함은 다음에 대한 무력공격(武力攻擊)도 포함하는 것으로 한다.
①구주(歐洲) 혹은 북미(北美)에 있어서의 어느 한 체약국(締約國)의 령역(領域), 불령(佛領) 「알제리아」의 제현(諸縣)「터어키」영토(領土), 또는 북회귀선(北回歸線) 이북(以北) 북대서양지역(北大西洋地域)에 있어서의 어느 한 체약국관리하(締約國管理下)에 있는 도서(島嶼)
②전기(前記) 지역(地域)과 어느 체약국(締約國)의 점령군(占領軍)이 조약(條約)의 발효일(發效日)에 주둔하고 있던 구주(歐洲)의 타지역(他地域) 지중해(地中海), 혹은 북회귀선(北回歸線) 이북(以北) 북대서양지역(北大西洋地域) 및 그 상공(上空)에 있는 체약국(締約國)의 군대(軍隊), 선박(船泊) 또는 항공기(航空機)
제7조 이 조약(條約)은 국제련합(國際聯合) 가맹국(加盟國)인 체약국(締約國)의 국제련합헌장(國際聯合憲章)에 입각한 권리(權利)와 의무(義務) 또는 국제평화와 안전을 유지(維持)하는 안전보장리사회(安全保障理事會)의 주요한 책임에 대해서 어떠한 영향도 미치지 않으며 또한 영향을 미치는 것으로 해석될 수도 없다.
제 8조 각 체약국(締約國)은 자국(自國)과 다른 어떤 체약국(締約國) 또는 어떤 제삼국(第三國)과의 이루어진 현행(現行)의 어떤 국제협약(國際協約)도 이 조약(條約)의 규정(規定)에 저촉되지 않음을 선언(宣言)하며 또한 이 조약(條約)에 저촉되는 어떠한 국제협약(國際協約)도 체결하지 않을 것임을 약속(約束)한다.
제9조 체약국(締約國)은 이 조약(條約)의 실시에 관한 사항(事項)을 심의하기 위해 각 체약국(締約國)의 대표(代表)로 구성되는 리사회(理事會)를 설치(設置)한다. 리사회(理事會)는 언제든지 신속히 회합(會合)할 수 있도록 조직(組織)되어야 한다. 리사회(理事會)는 필요한 보조기관(補助機關)을 설치(設置)하며 특히 제(第)3조(條) 및 제(第)5조(條)의 규정(規定)을 실시하는데 관한 조치(措置)를 권고(勸告)하는 방위위원회(防衛委員會)를 즉시 설치(設置)한다.
제10조 체약국(締約國)은 이 조약(條約)의 원칙(原則)을 촉진(促進)시키고 북대서양지역(北大西洋地域)이 안전에 기여(寄與)할 수 있는 지위에 있는 다른 구주국(歐洲國)에 대해 체약국(締約國) 전원일치(全員一致)의 합의에 따라 이 조약(條約)에의 가입(加入)에 초청할 수 있다. 이렇게 하여 초청(招請)된 국가는 그 가입서(加入書)를 미합중국정부(美合衆國政府)에 기탁(寄託)함으로써 이 조약(條約)의 체약국(締約國)이 될 수 있다. 미합중국정부(美合衆國政府)는 그 가입서(加入書)의 기탁(寄託)을 각 체약국(締約國)에 통보(通報)해야 한다.
제11조 체약국(締約國)은 각자의 헌법상(憲法上)의 절차에 따라 이 조약(條約)을 비준(批准)하고 또한 그 규정(規定)을 실시해야 한다. 비준서(批准書)는 가능한 한 신속히 미합중국정부(美合衆國政府)에 기탁(寄託)하고 동정부(同政府)는 그 기탁(寄託)을 다른 모든 서명국(署名國)에 통보(通報)한다. 이 조약(條約)은 「벨기에」, 「캐나다」,불란서(佛蘭西),「룩셈부르크」,「네덜란드」, 영국(英國) 및 미합중국(美合衆國)을 포함하는 서명국(署名國) 과반수의 비준서(批准書)가 기탁(寄託)되었을 때 이 조약(條約)을 비준(批准)한 국가간(國家間)에 효력(效力)이 발생(發生)하고 그 밖의 국가에 있어서의 비준서(批准書)의 기탁(寄託)일에 효력(效力)이 발생(發生)한다.
제12조 체약국(締約國)은 이 조약(條約)이 10년간 효력(效力)을 존속(存續)한 후 또는 그 후(後) 언제든지 어느 한 체약국(締約國)의 요청이 있을 때는 그 당시 북대서양지역(北大西洋地域)의 평화(平和)와 안전(安全)에 영향을 미치고 있는 제요소(국제련합헌장(國際聯合憲章)에 입각한 국제평화(國際平和) 및 안전(安全)의 유지를 목적으로 하는 세계적 조직의 발전을 포함(包含)하는)를 고려하여 이 조약(條約)을 재검토하기 위해 협의(協議)하기로 한다.
제13조 체약국(締約國)은 이 조약(條約)이 20년간(年間) 존속(存續)한 후에는, 미합중국(美合衆國)에 대해 폐기(廢棄) 통고(通告)를 한 1년 후 체약국(締約國)임을 해지(解止)할 수 있다. 미합중국정부(美合衆國政府)는 각 폐기통고(廢棄通告)의 기탁(寄託)을 여타(餘他) 체약국정부(締約國政府)에 통고(通告)해야 한다.
제14조 본(本) 조약(條約)은 영어(英語) 및 불란서어(佛蘭西語)가 동등(同等)히 정본(正本)이며 미합중국정부(美合衆國政府)의 문서고(文書庫)에 기탁(寄託)한다.
본(本) 조약(條約)의 정당(正當)한 인증담본(認證膽本)은 미합중국정부(美合衆國政府)에 의(依)하여 기타(其他) 서명국(署名國) 정부(政府)에 송부(送付)된다.

## 같이 보기
- 바르샤바 조약 기구
- 브뤼셀 조약

## 참고 자료
- 이 문서에는 다음커뮤니케이션(현 카카오)에서 GFDL 또는 CC-SA 라이선스로 배포한 글로벌 세계대백과사전의 내용을 기초로 작성된 글이 포함되어 있습니다.

1. ↑  NATO. “The North Atlantic Treaty” (영어). 2024년 3월 9일에 확인함.
2. ↑  이수형 (2008년 1월). “북대서양조약기구(NATO)와 국제연합(UN) 안보리와의 역학관계: 탈냉전 이후 나토의 집단안보 역할을 중심으로”. 《국가전략》 14 (3): 89–112. ISSN 1225-8792.